# Hava Nagila
"Hava Nagila" (hebraisk: הבה נגילה) er en hebraisk folkesang, hvis titel betyder "lad os frydes". Det er en festsang, der især er populær i jødiske og romani befolkningsgrupper.
Translitterationen, stavningen af titlen og sangteksten varierer.

## Indspilninger
Sangen er indspillet af en lang række kunstnere. Harry Belafonte indsang den i 1959 og Elvis Presley sang den i sin næstsidste film, Elvis - That's The Way It Is, på en optagelse fra 29. juli 1970. Presleys version er udsendt på piratpladen Electrifying.
I 2006 sang Neil Diamond "Hava Nagila" i filmen Keeping Up With The Steins.

## Sangteksten
| Translitteration          | Hebraisk tekst             | Engelsk oversættelse              | Uautoriseret dansk oversættelse   |
| ------------------------- | -------------------------- | --------------------------------- | --------------------------------- |
| Hava nagila               | הבה נגילה                  | Let's rejoice                     | Lad os frydes                     |
| Hava nagila               | הבה נגילה                  | Let's rejoice                     | Lad os frydes                     |
| Hava nagila v'nismecha    | הבה נגילה ונשמחה           | Let's rejoice and be happy        | Lad os frydes og være glade       |
|                           | (gentag strofen en gang)   |                                   |                                   |
| Hava neranenah            | הבה נרננה                  | Let's sing                        | Lad os synge                      |
| Hava neranenah            | הבה נרננה                  | Let's sing                        | Lad os synge                      |
| Hava neranenah v'nismecha | הבה נרננה ונשמחה           | Let's sing and be happy           | Lad os synge og være glade        |
|                           | (gentag strofen en gang)   |                                   |                                   |
| Uru, uru achim!           | !עורו, עורו אחים           | Awake, awake, brothers!           | Vågn op, vågn op, brødre!         |
| Uru achim b'lev sameach   | עורו אחים בלב שמח          | Awake brothers with a happy heart | Vågn op brødre, glade om hjertet  |
|                           | (gentag linjen fire gange) |                                   |                                   |
| Uru achim, uru achim!     | !עורו אחים, עורו אחים      | Awake, brothers, awake, brothers! | Vågn op, brødre, vågn op, brødre! |
| B'lev sameach             | בלב שמח                    | With a happy heart                | Glade om hjertet                  |

## Historie
Melodien er taget fra en ukrainsk folkesang fra Bukovina. Den mest brugte tekst blev sandsynligvis komponeret af Abraham Zevi Idelsohn i 1918 for at fejre Storbritanniens sejr i Palæstina under 1. Verdenskrig samt Balfour-deklarationen af 1917.